# Wuji (Shijiazhuang)
Der Kreis Wuji (chinesisch 无极县, Pinyin Wújí Xiàn) ist ein Kreis der bezirksfreien Stadt Shijiazhuang der chinesischen Provinz Hebei. Er hat eine Fläche von 497,7 km² und zählt 502.662 Einwohner (Stand: Zensus 2010). Sein Hauptort ist die Großgemeinde Wuji (无极镇).

## Administrative Gliederung
Auf Gemeindeebene setzt sich der Kreis aus sechs Großgemeinden und fünf Gemeinden (davon eine der Hui) zusammen. 